# 슈탄저호른
슈탄저호른(독일어: Stanserhorn)은 스위스의 옵발덴주와의 국경 근처 니트발덴주에 위치한 해발 1,898m의 봉우리가 있는 산이다.
인근 도시인 슈탄스에서 강삭철도와 케이블카를 이용하거나 슈탄스나 달렌빌에서 도보 경로를 통해 갈 수 있는 인기 있는 관광지이다.

## 역사
정상까지 가는 최초의 대중교통 경로는 1891년에 시작되어 1893년에 완성된 3구간 푸니쿨라 철도이다. 건축업자는 비즈니스 파트너인 프란츠 요제프 부허-뒤러와 요제프 뒤러-가서였다.
첫 번째 구간은 슈탄스 마을에서 시작하여 마을 위의 낮은 목초지와 3개 층의 교차로를 거쳐 켈티(Kälti 또는 Chälti)의 중간 역까지 이어진다. 두 번째 구간은 숲을 거쳐 블루마트(Bluematt 또는 Blumatt)에 있는 또 다른 중간 역까지 이어진 다음, 세 번째 구간은 고지대와 노출된 경사면을 건너 정상 역과 호텔까지 이어진다. 이 세 번째 구간에는 160m 길이의 터널과 다수의 눈사태 보호 벽이 포함되었다. 그것의 마지막 부분은 돌 제방에 운반되었다. 각 구간은 전기로 구동되며(세계 최초의 전동 산악철도 중 하나가 됨) 정상까지 45분이 소요된다.
철도는 1970년까지 관광 서비스를 제공했으며, 10월 2/3일 밤에 케이블카 케이블이 번개를 맞았다. 이로 인해 정상 호텔과 지하 세 번째 구역의 구동 엔진이 파괴되는 화재가 발생했다.  그 결과, 그리고 곧 허가 만료가 임박하여 두 번째 케이블카 구간은 1974년에 운영이 중단되었다. 이 구간의 구동 엔진 일부는 오늘날 정상 건물 외부에서 볼 수 있으며 두 대의 차량 일부는 여전히 이전 블루마트역에서 볼 수 있다.
새로운 케이블카는 1975년 5월에 운영을 시작한 두 개의 상부 케이블카 구간을 대체하기 위해 건설되었다. 첫 번째 케이블카 구간은 오늘날까지 계속 운영되고 있다.
2001년에는 정상역에 회전식당을, 2003년에는 외부 전망대를 증축했다.
2010년에는 1975년 설치를 대체할 새로운 케이블카 건설 작업이 시작되었다. 이것은 새로운 디자인으로 가라벤타에서 제작한 세계 최초의 "CabriO" 더블 데크 오픈 탑 케이블카였다. 캐빈당 60명의 승객을 태우고 개방형 데크에 30명을 수용할 수 있는 승객은 6분 동안 케이블 및 엔지니어링 설비뿐만 아니라 산의 경치를 관찰할 수 있다. 이 새로운 케이블카가 건설되는 동안 첫 번째 케이블카 섹션과 원래의 목조 차량이 개조되었다. 이전 케이블카의 마지막 운행은 2011년 10월 23일이었다. 개조된 케이블카와 새로운 "CabriO"가 2012년 6월 29일에 개통되었다.

## 방문

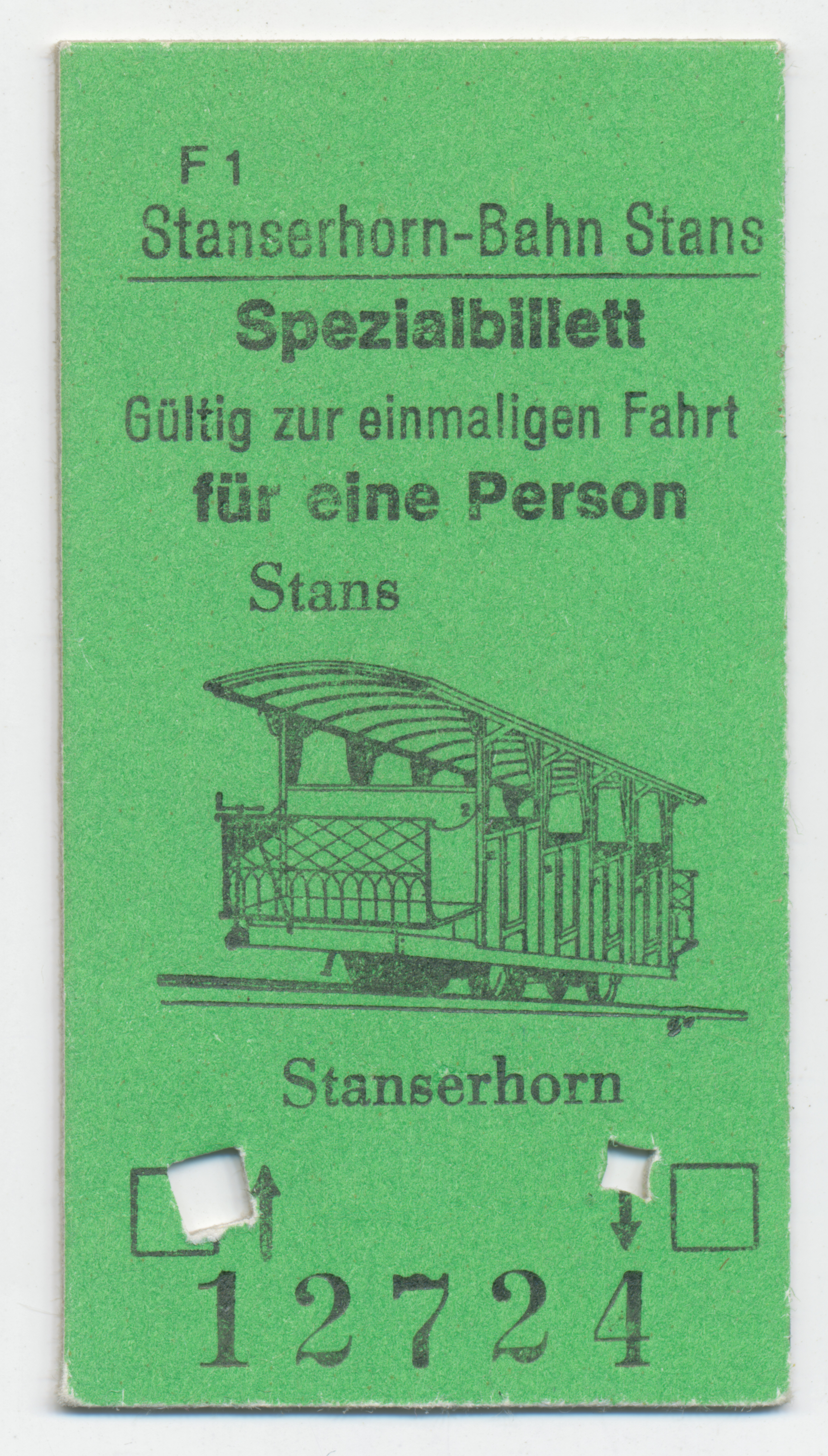
Spezialbillett (2000)

강삭철도와 케이블카는 보통 4월 중순부터 11월 중순까지 매일 운행된다.
정상을 향한 여정은 루체른-엥겔베르크선의 슈탄스역에서 가까운 원래의 1893년 하단역(450m)의 슈탄스 마을에서 시작된다. 원래의 목재 케이블카 마차를 타고 9분이면 켈티 중간역(해발 714m)까지 이동한다. 여기에서 "CabriO" 케이블카를 타고 정상 역(해발 1,850m)까지 61 ⁄ 4 분이 소요된다. 케이블카는 원래의 2,3단계 푸니쿨라 케이블카의 경로를 밀접하게 따르며 선로와 블루마트역의 유적을 여전히 볼 수 있다.
정상 회담 건물에는 셀프 서비스 레스토랑, 3개의 회의실/식당, 기념품 가게, 일광욕 테라스 및 전망대가 있다.
정상 건물에서 정상 둘레(30분) 또는 1,898m의 정상까지 왕복 도보가 가능하다 . 정상에서 맑은 날이면 주변의 산들은 물론 독일의 알자스와 검은숲까지 조망할 수 있다. 추커제, 비셀제, 피어발츠슈테터제, 젬파흐제, 자르너제, 할빌러제, 게르첸제, 반알프제, 발데거제 및 알프나흐제와 같이 총 10개의 호수가 보인다.
블루마트-켈티-슈탄스, 아호른휘테-뷔렌, 비젠베르크-달렌빌 또는 비르츠벨리- 볼펜쉬센까지 다양한 하이킹 코스가 있다. 정상을 오가는 경로는 겨울 또는 악천후 시 폐쇄된다.

## 갤러리

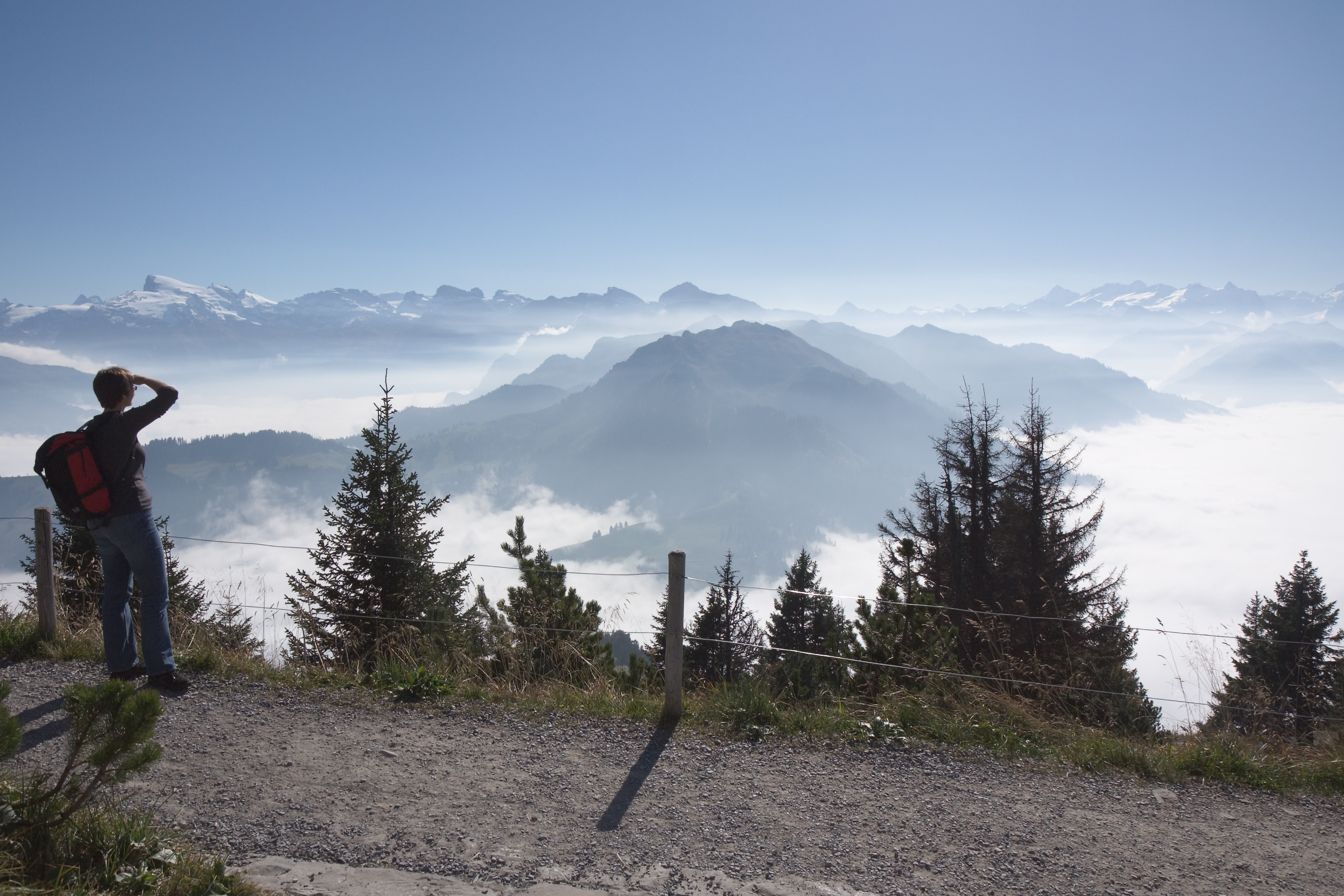
슈탄저호른의 풍경
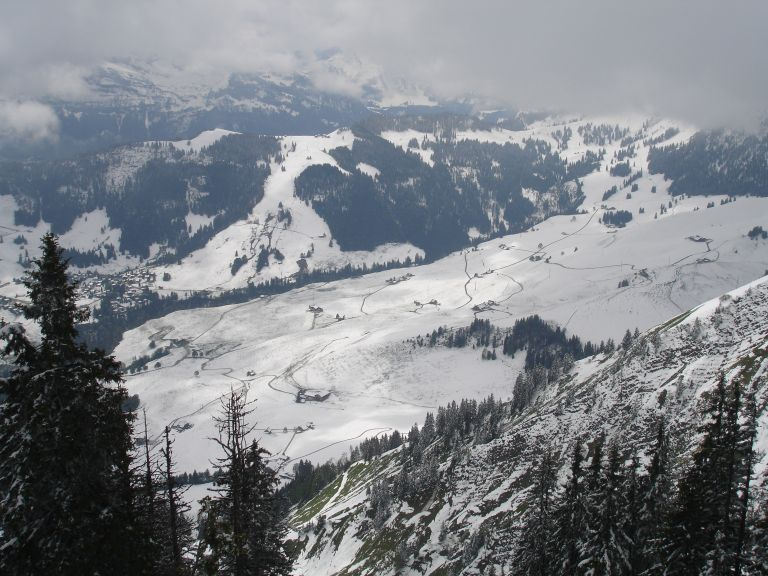
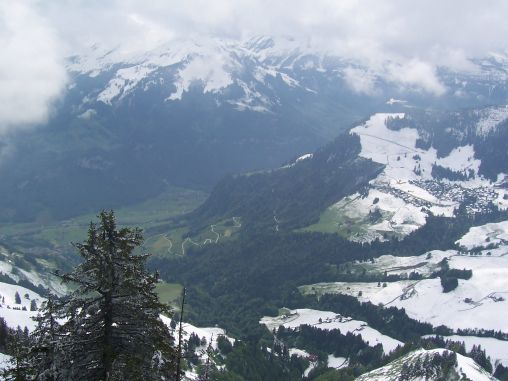
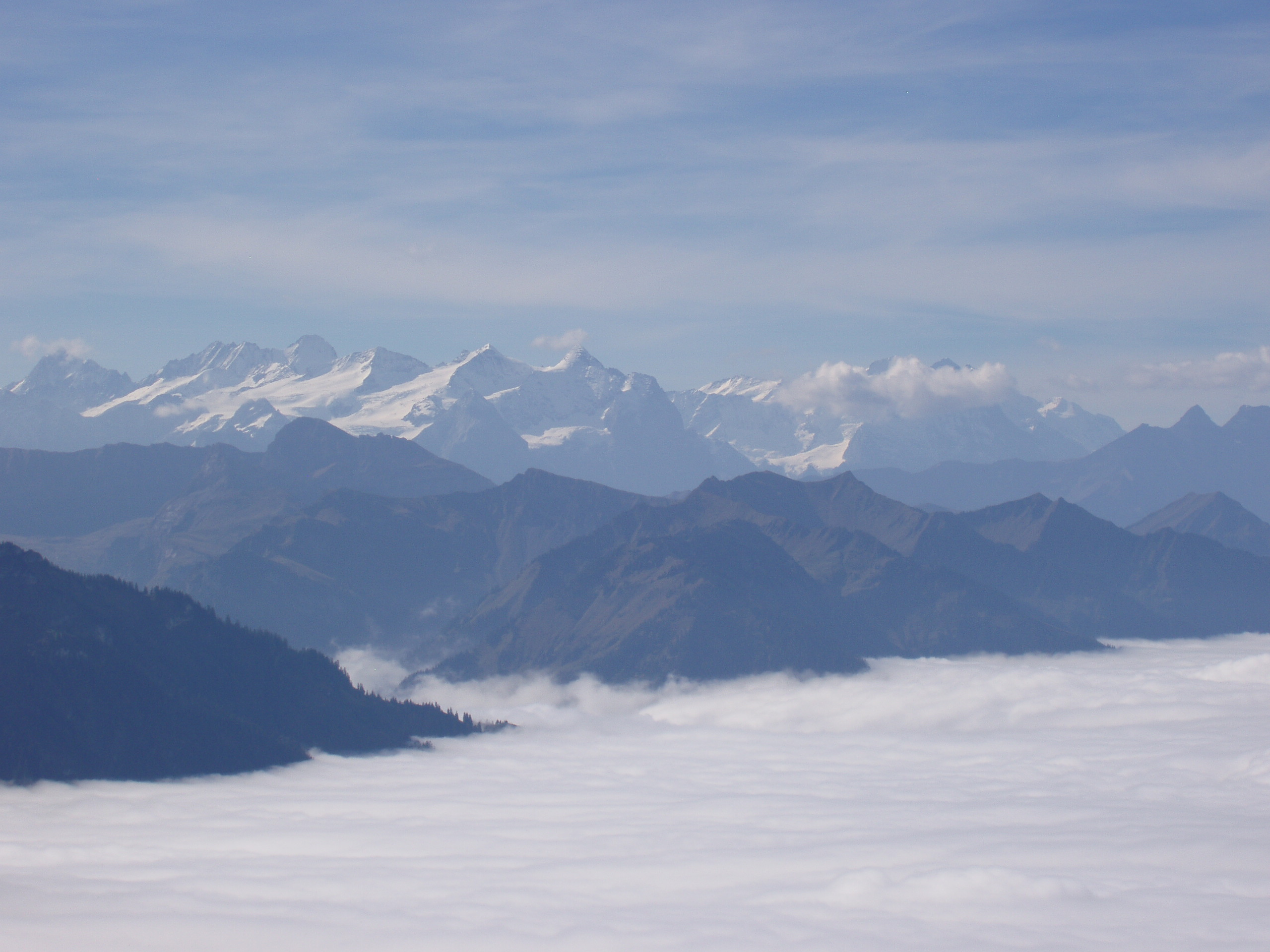
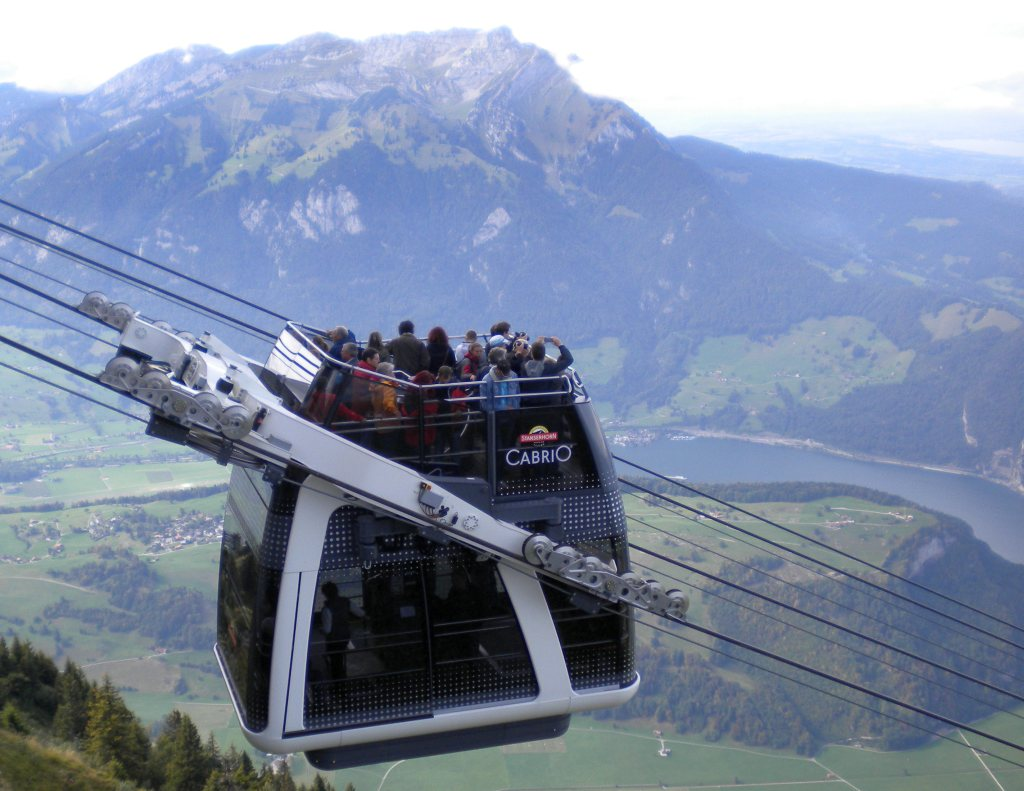
CabriO 케이블카
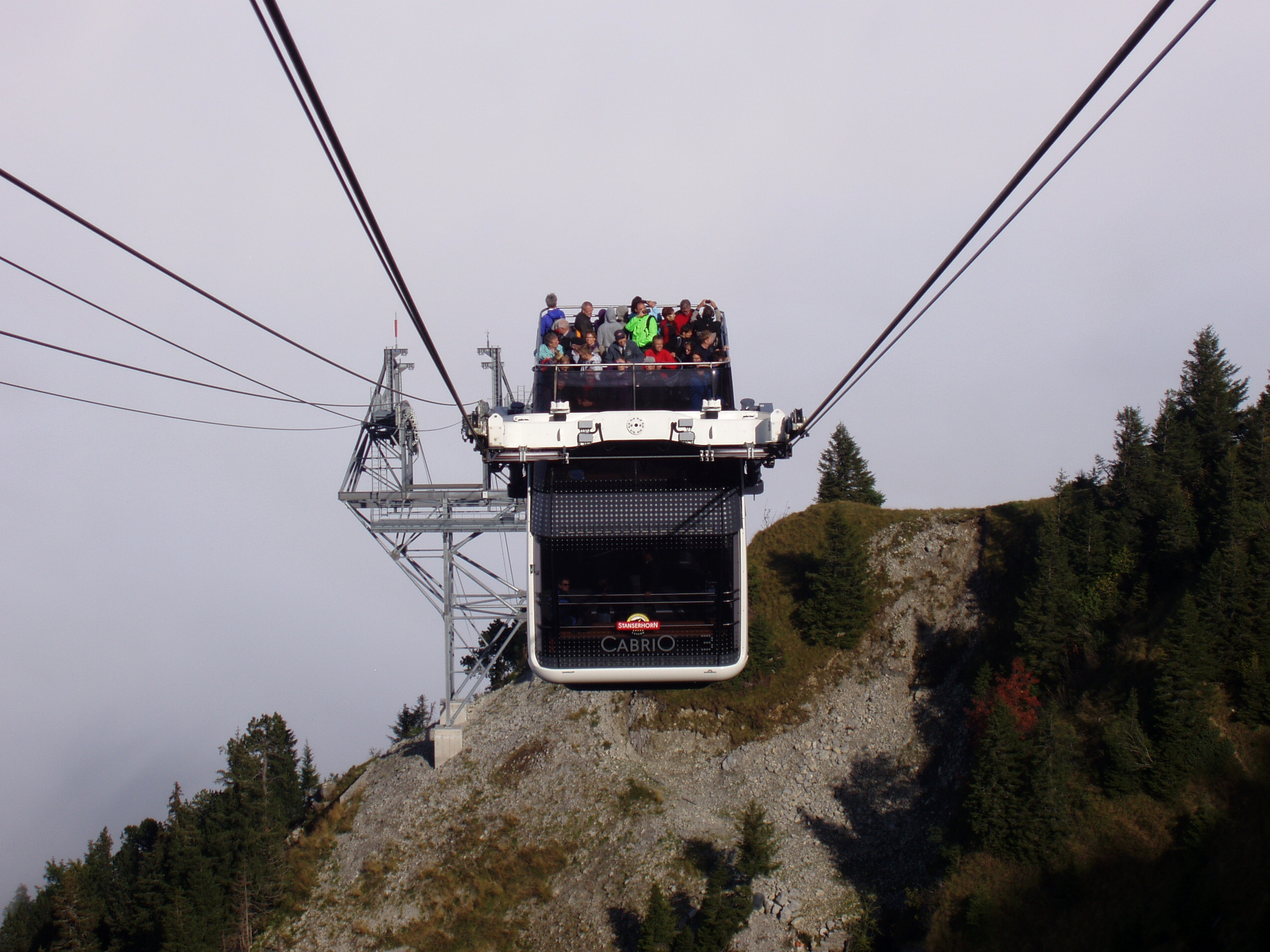
하방역
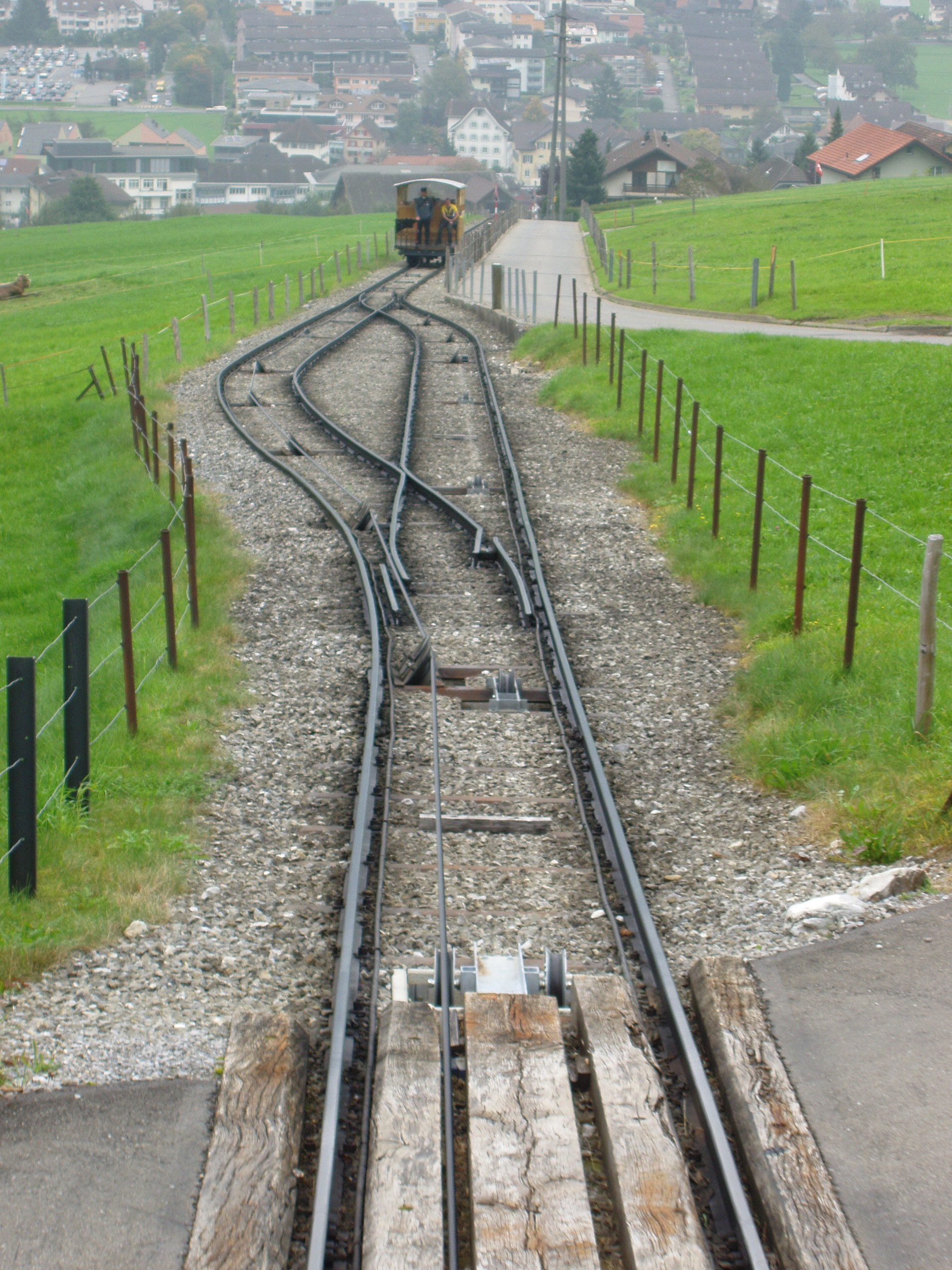
강삭 노선의 저지대 구간
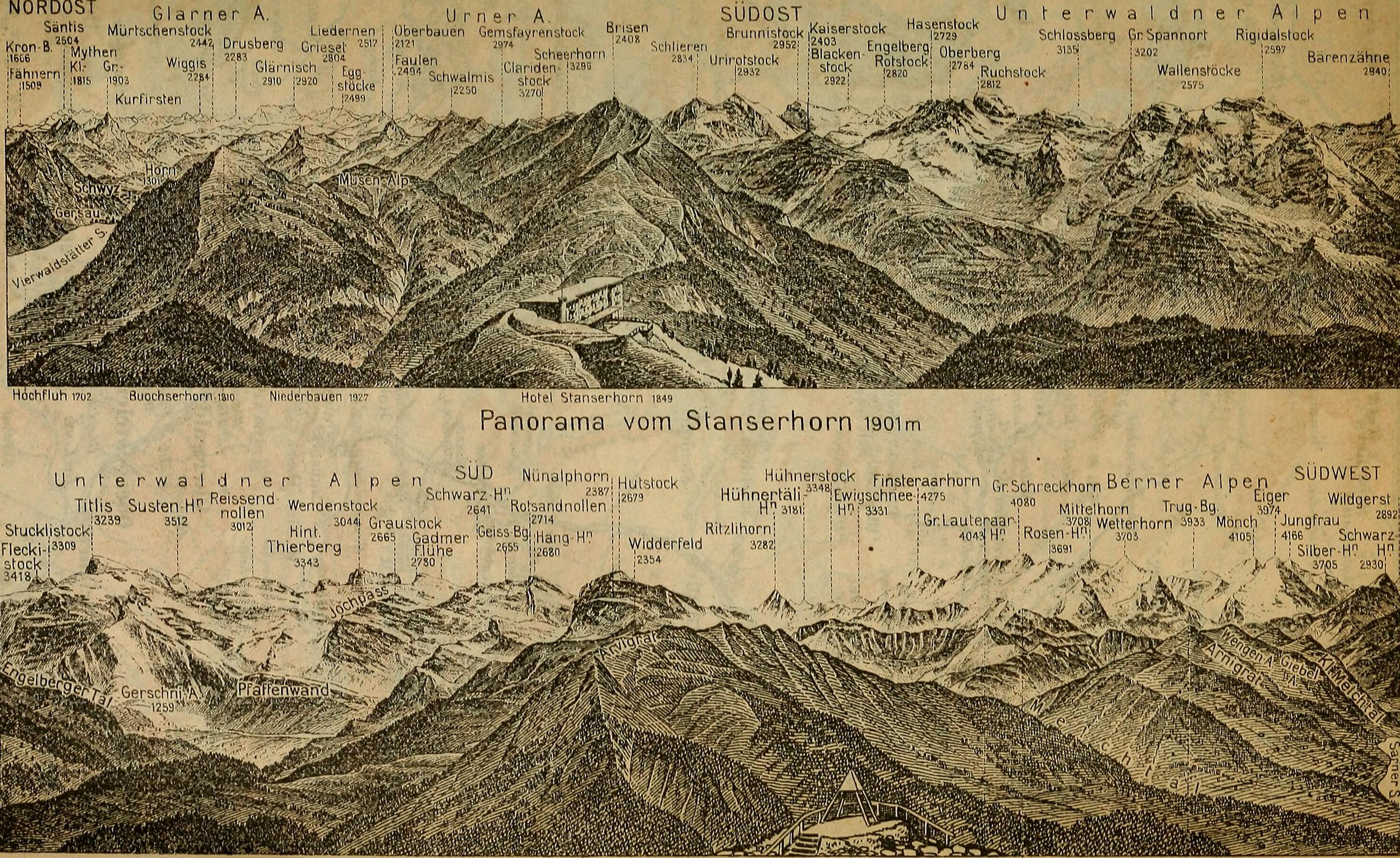